# Leonida Caraiosifoglu
Leonida Caraiosifoglu (né le 31 octobre 1944 à Bucarest et mort le 31 octobre 2024[réf. nécessaire]) est un athlète roumain spécialiste de la marche athlétique. Il mesure 1,86 m pour 75 kg.

## Biographie

### Palmarès
| Date | Compétition           | Lieu    | Résultat | Épreuve      | Performance       |
| ---- | --------------------- | ------- | -------- | ------------ | ----------------- |
| 1968 | Jeux olympiques d'été | Mexico  | 9e       | 20 km marche | 1 h 37 min 07 s 6 |
| 1969 | Championnats d'Europe | Athènes | 2e       | 20 km marche | 1 h 31 min 06 s   |

### Records
| Épreuve      | Performance     | Lieu | Date |
| ------------ | --------------- | ---- | ---- |
| 20 km marche | 1 h 30 min 19 s |      | 1969 |